# (750) Оскар
(750) Оскар (лат. Oskar) — небольшой астероид главного пояса, который принадлежит к спектральному классу F и входит в состав семейства Нисы. Он был открыт 28 апреля 1913 года австрийским астрономом Иоганном Пализой в Венской обсерватории и получил своё имя в честь Oskar Ruben von Rothschild, предположительно благотворителя обсерватории.

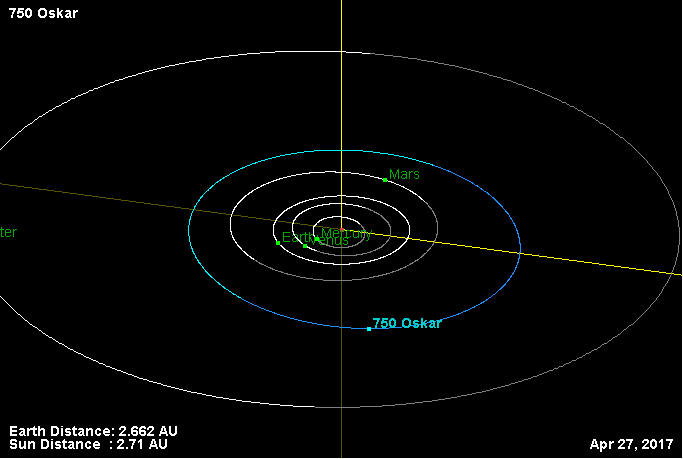
Орбита астероида Оскар и его положение в Солнечной системе

Фотометрические наблюдения, проведённые в 2012 году в обсерватории Organ Mesa, позволили получить кривые блеска этого тела, из которых следовало, что период вращения астероида вокруг своей оси равняется 6,2584 ± 0,0002 часам, с изменением блеска по мере вращения 0,21 ± 0,02 m.